# ジェイコブ・コーラー
ジェイコブ・コーラー（Jacob Koller、1980年3月9日 - ）は、日本で活動するアメリカ合衆国アリゾナ州フェニックス出身のピアニスト、作曲家、編曲家、YouTuber。

## 来歴
1980年アメリカ合衆国アリゾナ州フェニックス生まれ。
4歳の時ピアノを始め、5歳ですでにリサイタルをこなす。
アリゾナ・ヤマハ・ピアノコンクールを含む10以上のクラシックピアノコンクールで優勝する。
14歳の時に即興演奏の自由さに惹かれ、作曲と即興への情熱を見いだし高校のジャズバンドに入部。
そこでまたたく間にジャズの才能を開花させ、まもなくフェニックスの至る所でDennis RolandやJesse McGuireなどアリゾナ屈指のジャズミュージシャン達と共演。
全額給与のジャズ奨学金を受け、アリゾナ州立大学ピアノ科へ入学。そこではクラシックピアノをReyna Aschaffenberg、ジャズピアノをChuck Mahronicより習う。
その他、各方面の専門家からプライベートレッスンも受ける。マンハッタン即興音楽学校、Henry Mancini研究所、カナダ・バンフ夏季ジャズワークショップへの参加もすべて奨学金を受け参加。
2007年には、アメリカ全土からたった5人のみ選ばれるコール・ポーター・ジャズ・ピアノ・フェローシップのファイナリストのうちの1人に選ばれる。
Tony Malaby、Terence Blanchard、Mard Dresser、Brian Allen、Kohji Fujika、Coppe、DJ Kensei、Martin Denny、Ricky Woodard、Abe Lagrimas等のアーティストと世界各地でツアー、レコーディング経験がある。
2009年5月に日本へ移住後、ピアノ演奏中にレコード会社の社長にスカウトされ、15曲のピアノソロアルバムCDをリリースする。
アレンジが評価され次々とアレンジや作曲の仕事をするようになり日本全国20カ所を超えるホールでジャズ・映画音楽コンサートを行う。
また、韓国で2014年より10回のコンサートを催す。
2015年3月にはテレビ朝日『関ジャニの仕分け∞』の番組企画「ピアノ王決定戦」で優勝する。
その間、『Jazz Japan』、『Chopin Magazine』といった有名音楽雑誌、ほか多数の新聞に掲載され、
日本全国で自身の情熱でもある"編曲"についてのアレンジセミナーを開催する。オリジナルの編曲は、ピアノ専門雑誌『Piano Style』で特集された。
2014年､オリジナル教材を使ってジャズ的なアプローチで指導するピアノ教室『Jacob's International Music School』を開く｡
COLUMBIAやユニバーサル・レコードなど、日本のいくつかのレーベルからリリースした後、2017年にJIMS RecordsとJIMS Music Productionsを設立。

## ディスコグラフィ

### アルバム
- 「Jacob Koller」(2007年)
- 「Music for Bowlers」(2008年) with Corey Fogel & Chris Finet
- 「STARS Gift for Piano Music」（2009年、オーマガトキ）
- 「Piano Christmas For You」(2010年)
- 「ショパンに恋して」（2010年、オーマガトキ）
- 「Piano Christmas For You」（2010年、オーマガトキ）
- 「The Infiltration」（2010年、Rare Noise Records）: Brainkiller
- 「Pilot」（2011年、P-VINE）with 万波麻希
- 「シネマティック・ピアノ・パラダイス」(2011年、オーマガトキ）
- 「Colourless Green Superheroes」（2013年、Rare Noise Records）: Brainkiller
- 「シネマティック・ピアノII」（2013年、オーマガトキ）
- 「ピアノ・クリスマス・フォー・ユー」（2013年、オーマガトキ）
- 「THE ピアニスト ～シネマティック・ピアノIII～」（2013年、オーマガトキ）
- 「マイ・サウンドトラック ～シネマティック・ピアノIV～」（2014年、オーマガトキ）
- 「ピアノ・カフェ ～ヒーリング・ジャズ～」（2015年、Columbia）
- 「ジェイコブ・コーラー」（2016年、ユニバーサルミュージック）
- 「ベスト・オブ・シネマティック・ピアノ」（2016年、Columbia）
- 「シネマティック・ピアノ・アドベンチャー」（2017年、JIMS Records）
- 「シネマティック・ジャズ・カフェ」（2018年、JIMS Records）
- 「クリスマス・ジャズ・カフェ」（2018年、JIMS Records）
- 「ジャズ・ピアノ・ジャパン」（2019年、JIMS Records）
- 「REFLECTION」（2020年、JIMS Records）
- 「ヒットソング超絶技巧コレクション RED Version ～ピアノ王とファントムシーフ～」（2020年、JIMS Records）with よみぃ
- 「ジャズ・ピアノ巡り」（2021年、JIMS Records）
- 「Ocean Piano Suite」（2021年）

### 参加アルバム
- 「Bridges」Warren Jones, Jacob Koller, Todd Chuba & Chris Champion (2008年)
- 「AI KAGO meets JAZZ」加護亜依（2010年、P-VINE）
- 「ア・ヒル・オブ・ザ・サン」田中裕一（2011年、What's New Records）
- 「ウィル・ラヴ」杉山未紗（2011年、ポニーキャニオン）
- 「パターンズ」高澤綾（2012年）
- 「ジャジー・カフェ～スウィート・タイム～」（2012年、オーマガトキ）
- 「JAZZ THE ROCKS ～もう一度ハートに火をつけて～（2012年、Victor Entertainment）
- 「ナチュラル・カフェ ～デトックス・ミュージック～」（2012年、オーマガトキ）
- 「trifoje」Dennis Frehse（2013年、78 label）
- 「Because the Night...」Ryu Miho（2013年、キングレコード）
- 「ジャジー・カフェ ～ハートフルタイム～」（2014年、オーマガトキ）
- 「Eternal Melody」青木カレン（2015年、Rambling RECORDS）
- 「Donna Lee」maiko (2015年、T-TOC RECORDS）
- 「Harmonize」Duo Lab（2015年、AZ RECORDS）
- 「20 rpm」COPPE'（2015年、MANGO & SWEET RICE）
- 「The Story of Karen Aoki 10TH ANNIVERSARY BEST」青木カレン（2016年、Rambling RECORDS）
- 「DEEMO ピアノコレクション」GAME MUSIC（2019年、YAMAHA MUSIC COMMUNICATIONS）
- 「アニメ・ピアノ・フォレスト」朝香智子（2019年、JIMS Records）
- 「蜜 (MITSU // 25 RPM)」COPPE'（2021年、MANGO & SWEET RICE）